# Courteranges
Courteranges is een gemeente in het Franse departement Aube (regio Grand Est) en telt 425 inwoners (1999). De plaats maakt deel uit van het arrondissement Troyes.

## Geografie
De oppervlakte van Courteranges bedraagt 6,4 km², de bevolkingsdichtheid is 66,4 inwoners per km².
De onderstaande kaart toont de ligging van Courteranges met de belangrijkste infrastructuur en aangrenzende gemeenten.

## Demografie
Onderstaande figuur toont het verloop van het inwonertal (bron: INSEE-tellingen).

Vanwege een beveiligingsprobleem met de MediaWiki Graph-software is het momenteel niet mogelijk deze grafiek weer te geven. Zodra de software is bijgewerkt zal de grafiek vanzelf weer zichtbaar worden.